# Сотсай Пхантхумкомон
Сотсай Пхантхумкомон (тайск. สดใส พันธุมโกมล; 18 марта 1934 года, Бангкок, Сиам) — тайская актриса

, преподаватель драматического искусства. Также известна под сценическим именем Сонди Сотсай, которое использовала во время участия в различных кинопроектах в США. Вернувшись в Таиланд, Сотсай устроилась преподавателем на факультет искусств в университет имени Чулалонгкорна в Бангкоке. Она является основателем первого в Таиланде факультета драматического искусства. За многолетнюю карьеру Сотсай Пхантхумкомон спродюсировала несколько десятков театральных постановок, и в 2011 году получила звание Народной артистки Таиланда (драматическое искусство).

## Образование и карьера
Сотсай Пхантхумкомон родилась 18 марта 1934 года в Бангкоке в семье профессора и заведующего кафедрой биологии в университете имени Чулалонгкорна. Сотсай получила степень бакалавра в университете имени Чулалонгкорна. После университета Сотсай уехала в Америку по программе Фулбрайта. В США девушка должна была учиться по программе «английский язык как иностранный», но до начала занятий попросила о переводе на программу по изучению драматического искусства. В рамках программы Фулбрайта Сотсай Пхантхумкомон училась в университете Северной Каролины в Чапел-Хилл, где изучала актерское мастерство, режиссуру и драматургию. В университете она часто играла главные роли в различных спектаклях и постановках. На одном из таких мероприятий ее заметили и пригласили на шоу «Сегодня вечером» (англ. The Tonight Show) со Стивом Алленом. Сотсай получила предложение от студии звукозаписи Liberty Records и записала песню под сценическим именем Сонди. Эта песня была использована в американском сериале о частном детективе Майке Хаммере.
Позже Сотсай перевелась в Калифорнийский университет в Лос-Анджелесе. В эти годы одна из крупнейших американских киностудий Fox Studios предложила Сотсай контракт на семь лет. Молодая актриса отказалась, поскольку считала, что необходимо завершить обучение в университете.
За время своей актерской карьеры в Голливуде она снялась в нескольких сериалах. В частности, Сотсай сыграла роль Сонди во втором сезоне американского сериала «Приключения в раю», который начали показывать на телеканале ABC в 1960 году. Кроме того, Сотсай пригласили сняться в популярном ситкоме The Lucy-Desi Comedy Hour на канале CBS. В 1959 году она представляла Таиланд на конкурсе красоты Мисс Вселенная. В Америке Сотсай приходилось использовать сценическое имя Сонди Сотсай, поскольку ее фамилия считалась труднопроизносимой для американцев и европейцев.
Завершив обучение в Калифорнийском университете, Сотсай вернулась в Таиланд. Она устроилась преподавателем на факультет искусств в университет имени Чулалонгкорна. В тот период в учебных программах таиландских университетов не было предмета «драматическое искусство». В 1970 году Сотсай стала основателем факультета драматических искусств. Она лично разработала учебную программу. В одном из своих интервью Сотсай говорила, что сначала было очень трудно найти помещения для репетиций и учебных постановок, поэтому ей и ее ученикам приходилось репетировать в университетских коридорах и на улице.
Сотсай написала и поставила множество спектаклей: «Стеклянная кукла», «Дорогой», «Рожден, чтобы играть», «Проигравший», «Самаритянин в Сычуани». Премьера «Хорошего переводчика», последнего спектакля, который она поставила, состоялась в 2009 году. Сотсай является автором сценария к сериалу по мотивам романа Чата Кобтитти «Приговор».
В 2011 году Сотсай получила звание Народного артиста Таиланда за вклад в тайское драматическое искусство. В ее честь был назван первый в Таиланде конкурс драматургов. Журнал Ying Thai назвал ее самой влиятельной женщиной в индустрии развлечений Таиланда.

## Личная жизнь
Сотсай вышла замуж за Тронга Пантумкомона, профессора медицинского факультета университета имени Чулалонгкорна. Сотсай родила троих детей.